# 野獣を消せ
『野獣を消せ』（やじゅうをけせ）は、1969年2月22日に公開された日本の映画である。監督は長谷部安春。主演は渡哲也。日活制作。

## 概要
アラスカから帰国した狩猟家が、妹を自殺に追い込んだ犯罪グループを相手に凄絶な復讐を展開するハードボイルドアクション。キャッチコピーでは「足が千切れ飛びはらわたが飛び散る」と謳い、終盤のクライマックスにはスプラッター映画さながらの激しい人体損壊描写が盛り込まれている。

## あらすじ
アラスカで野生動物の生態調査や繁殖管理に従事していた狩猟家の浅井徹也は、福生市に帰郷して間もなく、妹の里子が何者かによって暴行され自殺したことを知らされる。その悲しみをバイクで紛らわせていた最中、矢田を中心とする不良グループに絡まれていた大物政治家の家出娘・山室恭子を助ける。矢田らは横田基地近辺の酒場や商店を相手にヤミ酒の押し売りや恐喝、果ては婦女暴行など様々な犯罪行為を繰り返していた。増長した一味は再び恭子を襲いアジトへ監禁する。徹也はアジトへ乗り込み恭子の救出を試みるものの、逆に捕縛され、恭子は徹也の眼前で一味の慰み物となる。そんな折、徹也は一味の一人であるビルの身に付けていたペンダントが里子の物であることに気付く。矢田らが妹を自殺に追い込んだ張本人だと悟った徹也は恭子と共に隙を突いて脱出に成功。愛銃の水平二連ライフルを手に再びアジトを急襲し、自らの狩猟テクニックを駆使して一味を殺戮していく。

## キャスト
- 浅井徹也：渡哲也
- 矢田：藤竜也
- 佐土：川地民夫
- 能呂：尾藤イサオ
- 丸木：杉山俊夫
- 山室恭子：藤本三重子
- マリ：集三枝子
- ビル ： 山野俊也
- 婚約者 ： 山根久幸
- 吉岡ゆり： 浅井里子
- 太郎 ： 城アキラ
- 刑事部長 ： 雪丘恵介
- ガソリンスタンド店員 ： 青木富夫
- クラブ支配人 ： 長弘
- 中年の客 ： 玉村駿太郎
- 税関員 ： 神山勝
- 巡査 ： 鴨田喜由
- クラブの従業員 ： 平塚仁郎
- ドライブイン従業員 ： 牧まさみ
- ： マイク・ジョンソン
- ： ライナー・ゲスマン
- 振付 ： 漆沢政子
- ドラマー： 荒木一郎
- 技斗 ： 高瀬将敏
- 小野田信造 ： 鶴丸睦彦
- 山室剛平： 清水将夫
- 以下ノンクレジット
- 税関員・刑事： 園田健夫
- サックス奏者： 井田武
- ピアノ奏者：織田俊彦
- バーテン ： 吉田昌史
- クラブのバーテン： 浜口竜哉
- クラブの中年の客：露木譲
- 山室と話している男： 伊達満、河合英二郎
- 山室の秘書： 佐川明子
- 刑事： 伊豆見英輔、山之辺潤一、本目雅昭、水川国也、白井鋭

## スタッフ
- 監督 - 長谷部安春
- 脚本 - 永原秀一、 中西隆三
- 企画 - 増田彌寿邦
- 撮影 - 姫田眞佐久
- 照明 - 松下文雄
- 録音 - 橋本文雄
- 美術 - 木村威夫
- 助監督 - 蔵原惟二
- 色彩計測 - 佐藤重明
- 製作担当者 - 長谷川朝次郎
- 編集 - 鈴木晄
- 音楽 - 坂田晃一

## 併映作品
『女番長 仁義破り』
- 監督：江崎実生
- 主演：長谷川照子